# Halomitra
Halomitra is een geslacht van neteldieren uit de klasse Anthozoa (bloemdieren).

## Soorten
- Halomitra clavator Hoeksema, 1989
- Halomitra pileus (Linnaeus, 1758)